# Dichochrysa sansibarica
Dichochrysa sansibarica är en insektsart som först beskrevs av Hermann Julius Kolbe 1897.  Dichochrysa sansibarica ingår i släktet Dichochrysa och familjen guldögonsländor. Inga underarter finns listade i Catalogue of Life.